# Blonde zegge
De blonde zegge (Carex hostiana) is een overblijvend kruid dat behoort tot de cypergrassenfamilie (Cyperaceae). De plant komt van nature voor in Europa, Zuidwest-Azië en Noord-Amerika. De blonde zegge staat op de  Nederlandse Rode Lijst van planten als zeldzaam en sterk in aantal afgenomen. Het aantal chromosomen is 2n = 56.
De plant wordt 30-50 cm hoog en vormt korte wortelstokken. De stijve, rechtopgaande stengels zijn stomp driekantig. De tot 13,5 cm lange en 2-4 mm brede, vlakke, kale bladeren zijn licht- tot grijsgroen. De bladeren zijn korter dan de stengel. De bladscheden zijn ook kaal en sluiten dicht om de stengel. De grondbladige bladscheden zijn lichtgroen tot roodbruin en vezelachtig.
De blonde zegge bloeit in mei en juni. De 10 mm lange en 2-3 mm brede, kort gesteelde vrouwelijke aren zijn dichtbloemig. De vrouwelijke bloem heeft drie stempels. Er is één, eindelings geplaatste mannelijke, 10-33 mm lange en 2-3 mm brede aar. De blonde zegge heeft roodbruine kafjes, die ongeveer 3 mm lang zijn en een vliezige rand hebben. Het 3-4 mm lange, niet gespikkelde urntje is geelgroen en heeft nerven. Het urntje is een soort schutblaadje dat geheel om de vrucht zit.
De geelgroene, kale vrucht is een driekantig, 3-5 mm lang nootje met een lange, schuin omhoogwijzende, tweetandige snavel. De snavel is aan de buitenzijde ruw door talrijke tandjes, maar de snaveltanden zijn aan de binnenkant glad.

## Plantengemeenschap
De blonde zegge is een kensoort voor het blauwgrasland (Cirsio dissecti-Molinietum).
Het is tevens een indicatorsoort voor het vochtig schraalgrasland (hm), een karteringseenheid in de Biologische Waarderingskaart (BWK) van Vlaanderen en het Brussels Hoofdstedelijk Gewest.

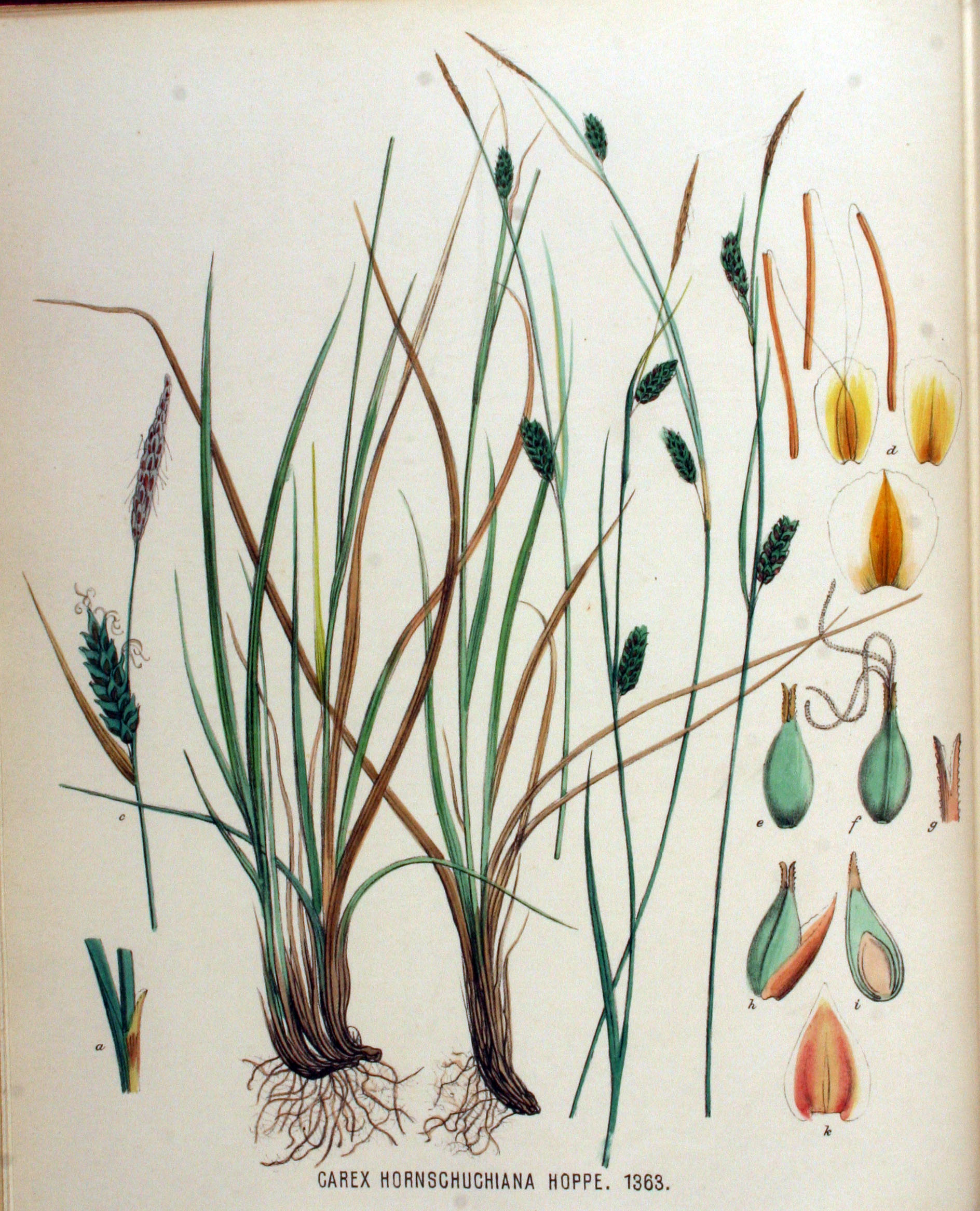
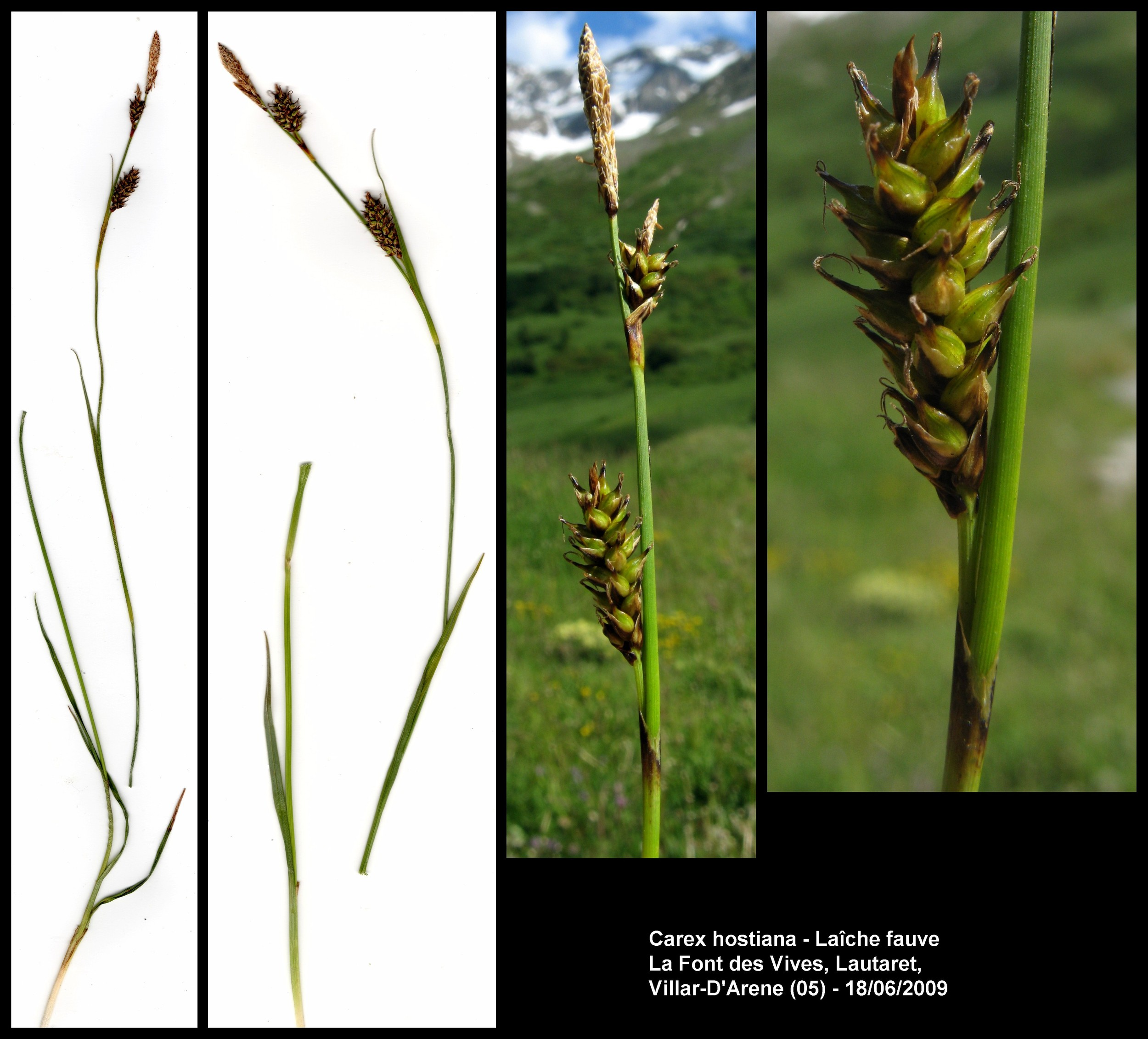
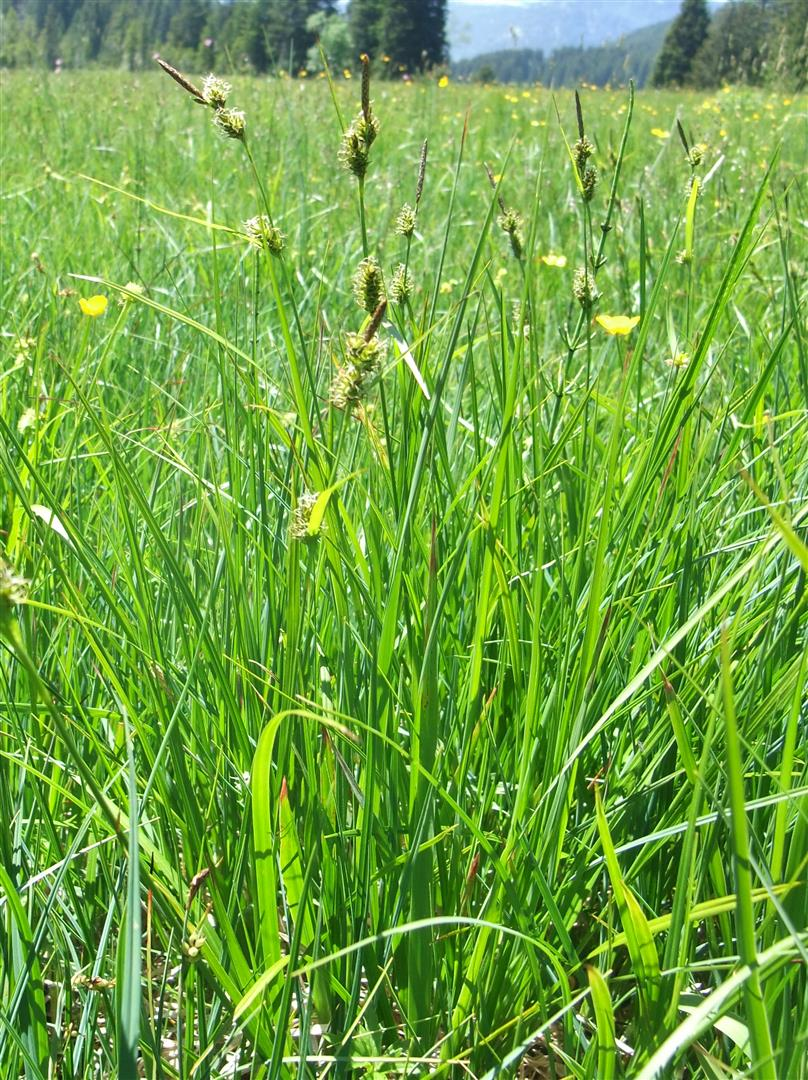